# Holly Humberstone
Holly Ffion Humberstone (Grantham, 17 dicembre 1999) è una cantautrice britannica, sotto contratto discografico dal 2021 con la Interscope e Polydor Records, nota per aver vinto il Brit Award 2022 nella categoria "Rising Star".

## Biografia
La sua prima esibizioni in pubblico degna di nota è stata al Glastonbury Festival 2019. Il suo singolo di debutto Deep End è stato pubblicato il 30 gennaio 2020, mentre in seguito il 14 agosto è stato pubblicato il suo EP d'esordio, intitolato Falling Asleep at the Wheel. Il 9 dicembre 2020 è stata inclusa nel Artists To Watch 2021 di Vevo DSCVR.
Nel marzo 2021, prima dell'uscita del suo singolo Haunted House e del suo secondo EP, ha firmato con la Polydor Records nel Regno Unito e con la Darkroom/Interscope Records negli Stati Uniti, siglando anche un contratto editoriale con la Universal Music Publishing Group.
Il 13 ottobre 2021 si è esibita durante il The Tonight Show con Jimmy Fallon, eseguendo il singolo Scarlett. Il 9 dicembre 2021 è stata annunciata come vincitrice del BRIT Awards 2022 come Rising Star. 
Successivamente nel marzo 2022 ha aperto le tournée Make It Go Quiet Tour of North America di Girl in Red e quella nordamericana del Sour Tour di Olivia Rodrigo, al quale ha fatto seguito una tournée personale autunnale in Inghilterra.

## Discografia

### Album in studio
- 2023 – Paint My Bedroom Black

### EP
- 2020 – Falling Asleep at the Wheel
- 2021 – The Walls Are Way Too Thin
- 2024 – Work in Progress

### Raccolte
- 2022 – Can You Afford to Lose Me?

### Singoli
- 2020 – Deep End
- 2020 – Falling Asleep at the Wheel
- 2020 – Overkill
- 2020 – Fake Plastic Trees
- 2020 – Drop Dead
- 2020 – Vanilla
- 2021 – Haunted House
- 2021 – The Walls Are Way Too Thin
- 2021 – Please Don't Leave Just Yet
- 2021 – Scarlett
- 2021 – Friendly Fire
- 2022 – London Is Lonely
- 2022 – I Would Die 4 U
- 2022 – Sleep Tight
- 2022 – Can You Afford to Lose Me?
- 2023 – Antichrist
- 2023 – Room Service
- 2023 – Superbloodmoon (feat. d4vd)
- 2023 – Into Your Room

### Collaborazioni
- 2021 – Seventeen Going Under (Acoustic Version) (Sam Fender feat. Holly Humberstone)

## Riconoscimenti
- BRIT Awards
  - 2022 – Star in ascesa[11]